# Zolitūde

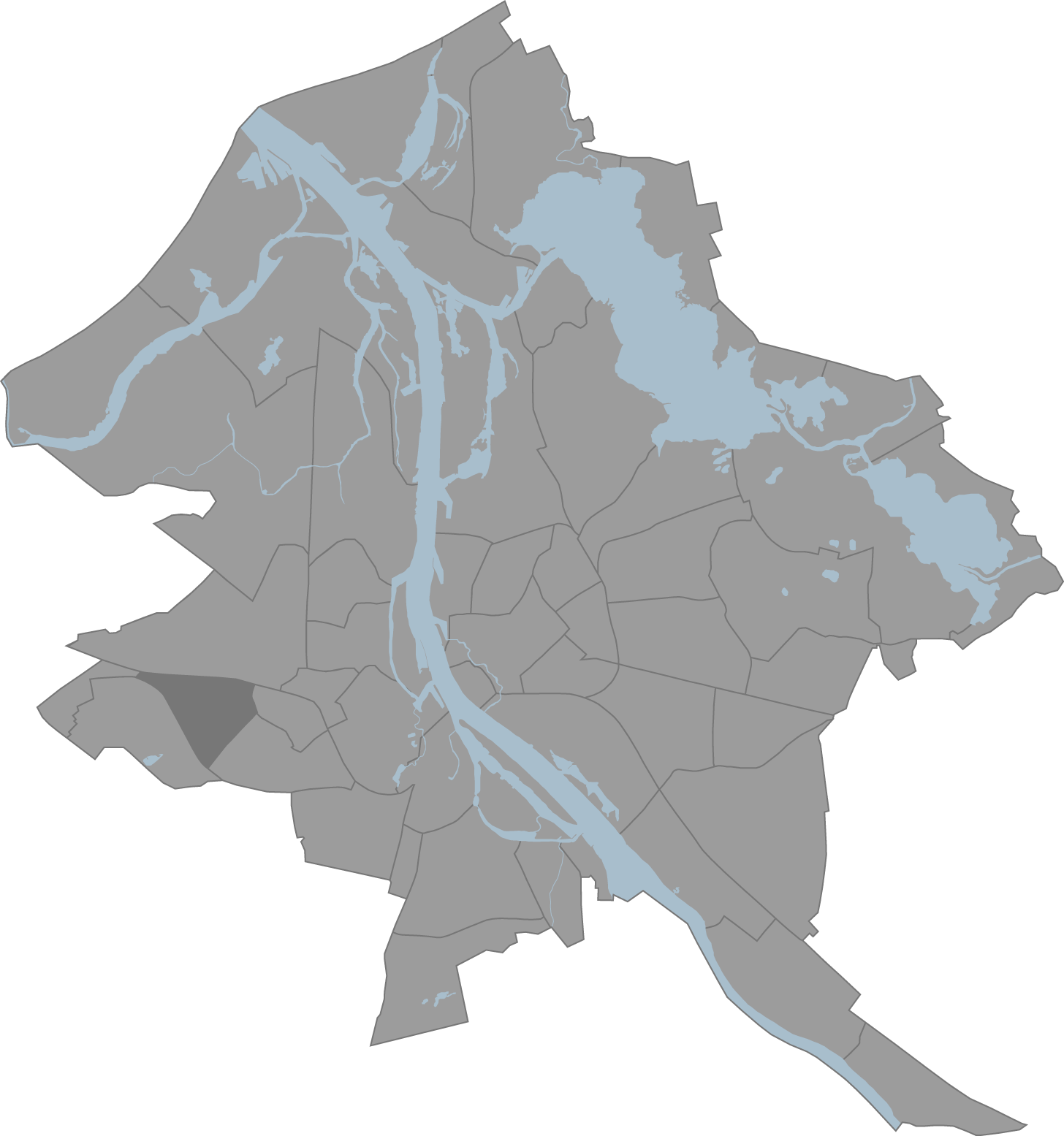
Lage von Zolitūde in Riga

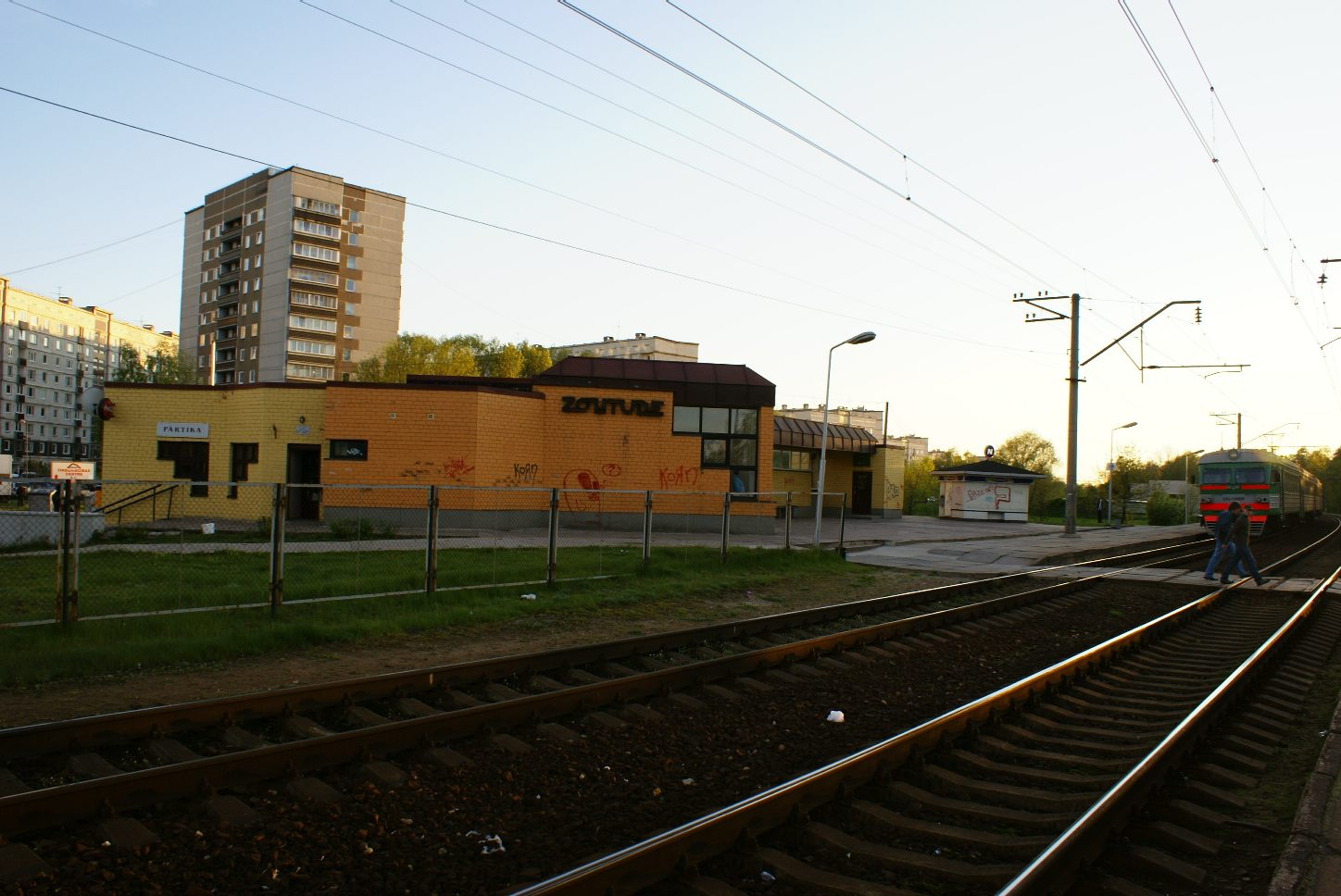
Zolitude Bahnstation

Zolitūde (gesprochen: Solitude) ist ein Stadtteil der lettischen Hauptstadt Riga. Er liegt westlich des die Stadt teilenden Flusses Daugava und in der Nähe des Flughafens. Auf einer Fläche von 2,888 km2 leben 20.145 Einwohner (Stand: 2010). Zolitude hat die lettische Postleitzahl LV-1029.

## Beschreibung
Zolitūde ist heute eine in der Ära der Sowjetunion entstandene  Plattenbausiedlung (in der russischen Sprache Mikrorajon). Der Name ist vom französischen solitude, dt. Einsamkeit oder Einöde abgeleitet. Anna Ulrike von Vietinghoff, die hier Gutsbesitz hatte, war Namensgeberin.
Das Gebiet, Anfang des 20. Jahrhunderts von Hütten und Einfamilienhäusern geprägt, wurde ab den 1930er Jahren mit Mehrfamilienhäusern bebaut. Nach dem Zweiten Weltkrieg, als Lettland der Sowjetunion angegliedert war, siedelten sich in dem Stadtteil vor allem zuziehende Russen an. Mitte der 1980er Jahre begann die Bebauung mit 8- und 9-Geschossen der in der Sowjetunion verbreiteten Einheits-Bauweise Typ 119.
Das Gebiet gliedert sich in die Teile Zolitūde 1 und Zolitūde 2, die wichtigsten Hauptstraßen heißen Kārļa Ulmaņa, Lielirbes, Zolitūdes, Rostokas und Anniņmuižas. Es ist an die Eisenbahnlinie zwischen Riga und dem Strand-Vorort Jūrmala durch zwei Stationen, Zolitūde und Imanta, angebunden. Der schnelle Zugang zum Ostseestrand und die Nähe zum Flughafen machen Zolitūde aus geografischer Sicht als Wohngebiet attraktiv.
Die lettische Telefongesellschaft Lattelecom schloss im Januar 2009 Zolitūde als erstes Wohngebiet des Landes mit Glasfaser-Leitungen (100 MBit/s) ans Internet an.
Im November 2013 geriet Zolitūde in die internationalen Schlagzeilen, als das Dach eines Supermarkts einstürzte und mehr als 50 Menschen unter sich begrub. Das Unglück stellt die größte Katastrophe in Lettland seit der Unabhängigkeit von der Sowjetunion dar.